# Internazionali di Tennis di Baviera 2005
Gli Internazionali di Tennis di Baviera 2005 sono stati un torneo di tennis giocato sulla terra rossa. È stata la 90ª edizione del torneo, facente parte della categoria International Series nell'ambito dell'ATP Tour 2005. Si è giocato a Monaco di Baviera in Germania, dal 15 aprile al 2 maggio.

## Campioni

### Singolare
David Nalbandian ha battuto in finale  Andrei Pavel per 6-4, 6-1.

### Doppio
Mario Ančić /  Julian Knowle hanno battuto in finale  Florian Mayer /  Alexander Waske per 6-3, 1-6, 6-3.